# Coixinet de fricció

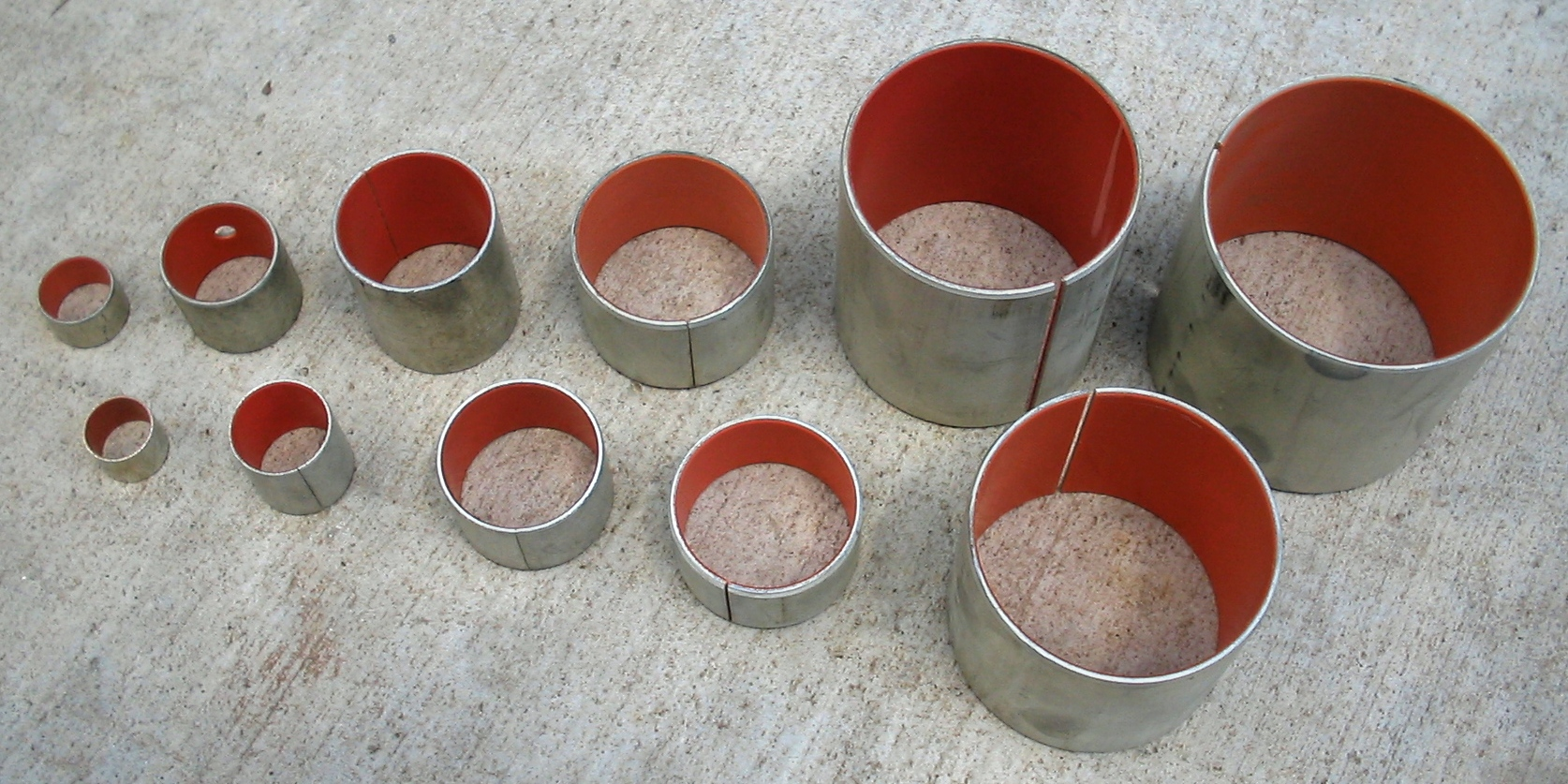
Coixinets de fricció

Un coixinet de fricció és una peça generalment d'acer, bronze o plàstic, amb forma tubular (d'una sola peça o partida per la meitat), que està mecanitzada en el seu interior i exterior i té una tolerància de fabricació ajustada per inserir-la en una altra peça on tindrà diferents aplicacions. S'oposa en contraposició a coixinet de boles (o rodament), Altres processos de fabricació inclouen la sinterització, extrusió de plàstics o conformació.

## De dues peces (tapeta de cigonyal o de biela)
Els coixinets de fricció de dues peces (tapetes), emprats en maquinària industrial, s'utilitzen comunament pels diàmetres més grans, com el cas dels coixinets de cigonyal o de biela. Les dues meitats s'anomenen tapetes 
Hi ha diversos sistemes per mantenir les tapetes al seu lloc. El mètode més comú és un encaix a la vora que es correspon amb una osca a la carcassa per evitar el moviment axial després de la instal·lació. Per a les tapetes grosses, s'utilitza una clavilla gruixuda. El botó es caragola a la carcassa, mentre que clavilla manté les dues tapetes juntes. Un altre mètode menys comú utilitza un pin passador que encaixa la tapeta a la carcassa a través d'un forat o una ranura a la mateixa tapeta
La distància des d'un extrem fins a l'altra és una mica més gran que la mida corresponent de la carcassa perquè sigui necessària només una petita quantitat de pressió per instal·lar el coixinet. Això manté el coixinet al seu lloc quan s'han instal·lat les dues meitats de la carcassa.
Finalment, la circumferència de les tapetes també és lleugerament més gran que la circumferència de la caixa de manera que quan les dues meitats es collen juntes les "aixafa" lleugerament. Això crea una gran quantitat de força radial al voltant de tot el coixinet que impedeix que rellisqui (girant respecte a la carcassa). També constitueix una bona interfície perquè la calor es dissipi dels coixinets cap a la carcassa.

## D'una sola peça (dolla)

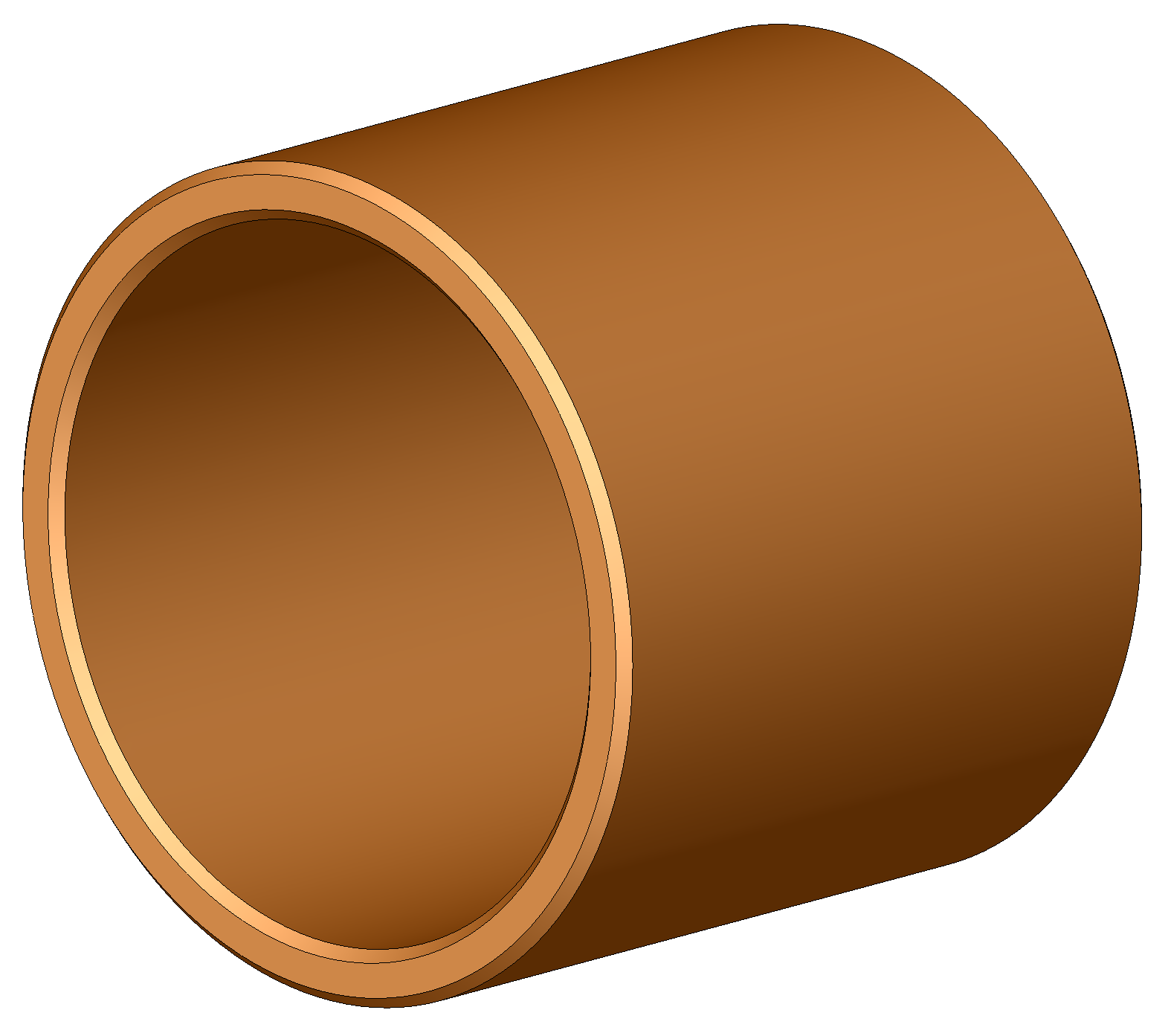
Dolla cilíndrica

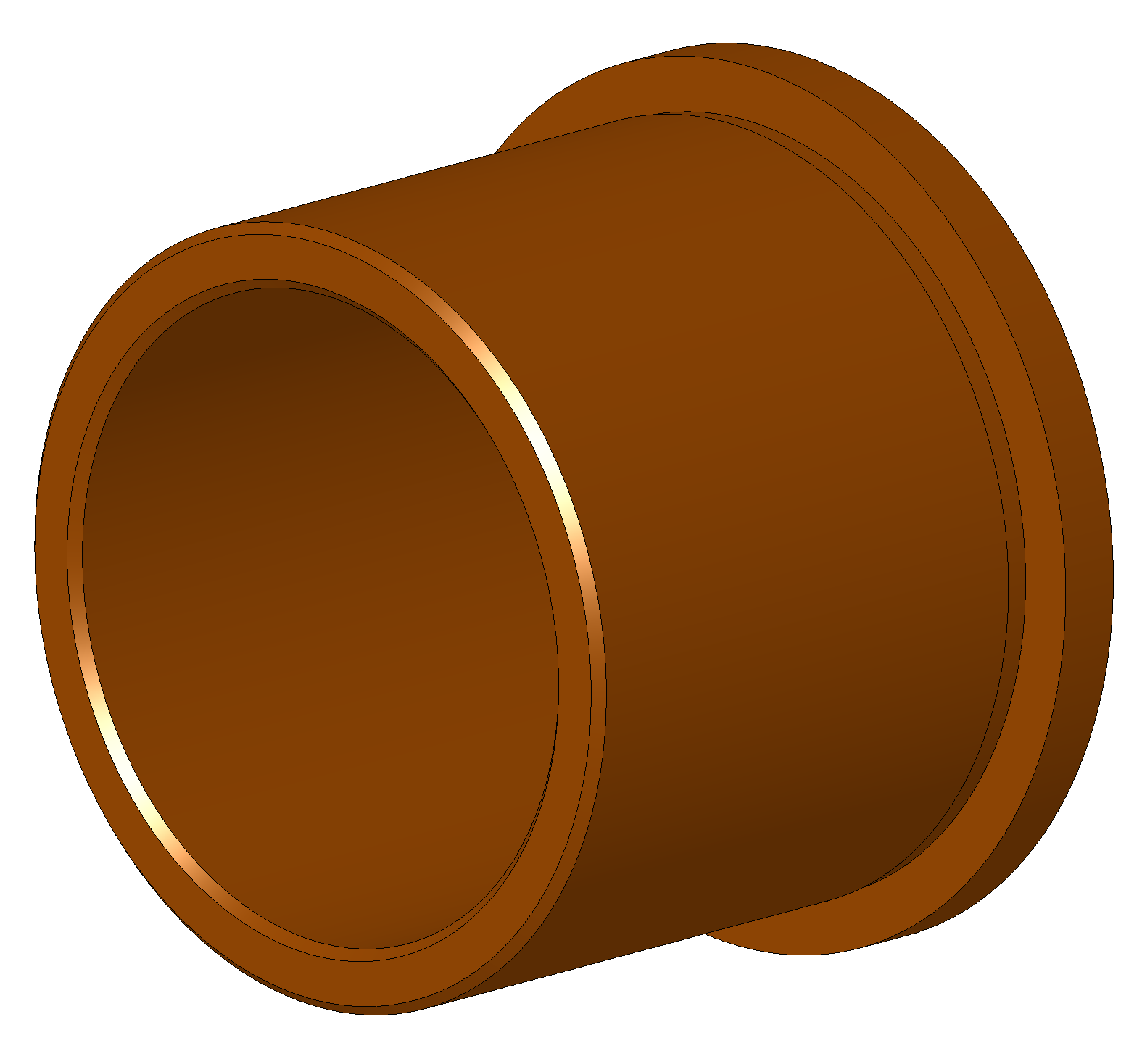
Dolla cilíndrica amb pla de retenció o valona

Les dolles d'ús general normalment són d'una sola peça amb forma tubular. Quan es tracta de mecanitzar grans quantitats d'un mateix tipus de dolla, es mecanitzen amb un torn automàtic que pot ser fins i tot multieix, partint de barres llargues. Aquest procés de mecanitzat permet treballar diverses eines de forma simultània i, per tant, aconseguir fabricar en menys temps i com a conseqüència que siguin més barates. Hi ha dolles que tenen unes toleràncies molt ajustades, tant en el seu diàmetre exterior com interior, si és així, es procedeix a endurir amb un procés adequat de tractament tèrmic i després ajustar les seves dimensions en un procés de rectificat, en les rectificadores adequades. En el cas de dolles fabricades amb processos de sinterització es procedeix al calibrat mitjançant premses mecàniques. Algunes dolles són autolubricades, d'aquesta manera no necessiten lubricació addicional perquè giri un eix lliurement al seu interior.